# Olympische Jugend-Sommerspiele 2014/Teilnehmer (Russland)
| Gelbes Symbol für Goldmedaillen mit stilisierten Olympischen Ringen | Graues Symbol für Silbermedaillen mit stilisierten Olympischen Ringen | Braundes Symbol für Bronzemedaillen mit stilisierten Olympischen Ringen |
| ------------------------------------------------------------------- | --------------------------------------------------------------------- | ----------------------------------------------------------------------- |
| 27                                                                  | 19                                                                    | 11                                                                      |

Die Jugend-Olympiamannschaft aus Russland für die II. Olympischen Jugend-Sommerspiele vom 16. bis 28. August 2014 in Nanjing (Volksrepublik China) bestand aus 84 Athleten.

## Athleten nach Sportarten

### 3×3 Basketball
Jungen
- 3x3: 4. Platz
- Daniil Abramowski
- Kirill Gornajew
- Wladimir Iwanow
- Wladislaw Staratelew
3x3: 4. Platz
- Wladislaw Staratelew
Dunk: 5. Platz

### Beachvolleyball
| Mädchen - Nadeschda Makrogusowa - Darja Rudych 4. Platz | Jungen - Artjom Jarsutkin - Oleg Stojanowski Gold |

### Boxen
Jungen
- Bibert Tumenow
Halbweltergewicht: 4. Platz
- Dmitri Nesterow
Mittelgewicht: Silber
- Marat Kerimchanow
Superschwergewicht: Bronze

### Fechten
| Mädchen - Marta Martjanowa Florett Einzel: 4. Platz Mixed: Silber (im Team Europa 1) - Alina Mosseiko Säbel Einzel: Gold Mixed: Silber (im Team Europa 1) | Jungen - Iwan Limarew Degen Einzel: Bronze Mixed: 7. Platz (im Team Europa 3) - Iwan Iljin Säbel Einzel: Gold Mixed: Silber (im Team Europa 1) |

### Gewichtheben
| Mädchen - Anastassija Petrowa Mittelgewicht: Silber - Swetlana Schtscherbakowa Superschwergewicht: Silber | Jungen - Wjatscheslaw Jarkin Leichtgewicht: Silber - Chetag Chugajew Schwergewicht: Gold |

### Handball
Mädchen
- Karina Sabirowa
- Kristina Lichatsch
- Anastassija Suslowa
- Ljudmila Wydrina
- Darja Belikowa
- Julija Golikowa
- Jelisaweta Malaschenko
- Walentina Wernigorowa
- Anastassija Starschowa
- Jaroslawa Frolowa
- Tatjana Sacharowa
- Julija Markowa
- Anastassija Rjabzewa
- Anastassija Titowskaja
Silber

### Judo
| Mädchen - Anastassija Turtschewa Klasse bis 44 kg: Bronze Mixed: Silber (im Team Geesink) | Jungen - Michail Igolnikow Klasse bis 81 kg: Gold Mixed: Gold (im Team Rogue) |

### Kanu
| Mädchen - Inna Nikitina Kajak-Einer Sprint: Gold Kajak-Einer Slalom: 17. Platz | Jungen - Wladislaw Oleinikow Kajak-Einer Sprint: Bronze Kajak-Einer Slalom: disqualifiziert (Vorlauf) |

### Leichtathletik
| Mädchen - Jekaterina Alexejewa 800 m: 7. Platz 8 × 100 m Mixed: Silber - Jekaterina Kropiwko Weitsprung: 9. Platz 8 × 100 m Mixed: 28. Platz - Tatjana Blagoweschtschenskaja Dreisprung: 4. Platz 8 × 100 m Mixed: Gold - Aljona Bugakowa Kugelstoßen: Gold | Jungen - Wladislaw Saraikin 10 km Gehen: Silber 8 × 100 m Mixed: 42. Platz - Danil Lyssenko Hochsprung: Gold 8 × 100 m Mixed: 12. Platz - Wladimir Schtscherbakow Stabhochsprung: Silber 8 × 100 m Mixed: 30. Platz - Anatoli Rjapolow Weitsprung: Gold 8 × 100 m Mixed: 27. Platz - Pjotr Nikiporez Hammerwurf: 6. Platz 8 × 100 m Mixed: 28. Platz |

### Moderner Fünfkampf
| Mädchen - Adelina Ibatullina Einzel: 6. Platz Mixed: 7. Platz (mit Radion Chriptschenko Kirgisistan) | Jungen - Alexander Lifanow Einzel: Gold Mixed: 6. Platz (mit Jolana Hojsáková Tschechien) |

### Rhythmische Sportgymnastik
Mädchen
- Irina Annenkowa
Einzel: Gold
- Darja Anenkowa
- Darja Dubowa
- Wiktorija Iljina
- Natalja Safonowa
- Sofja Skomoroch
Mannschaft: Gold

### Ringen
| Mädchen - Darja Schisterowa Freistil bis 70 kg: Gold | Jungen - Arslan Subairow Griechisch-römisch bis 58 kg: Gold - Mark Bemaljan Griechisch-römisch bis 85 kg: Gold - Ismail Gadschijew Freistil bis 46 kg: Gold - Amirchan Guwaschokow Freistil bis 54 kg: 5. Platz |

### Schießen
Mädchen
- Margarita Lomowa
Luftpistole 10 m: Silber 
Mixed: 12. Platz (mit Juan Rivera  Kolumbien)
- Jekaterina Parschukowa
Luftgewehr 10 m: 12. Platz
Mixed: 11. Platz (mit Borna Petanjek  Kroatien)

### Schwimmen
| Mädchen - Rosalija Nasretdinowa 50 m Freistil: Gold 50 m Rücken: 25. Platz 50 m Schmetterling: Gold - Darja S. Ustinowa 50 m Freistil: Bronze 100 m Freistil: 8. Platz 200 m Freistil: 21. Platz - Darja Mullakajewa 100 m Freistil: 7. Platz 200 m Freistil: 7. Platz 400 m Freistil: 14. Platz - Irina Prichodko 50 m Rücken: 8. Platz 100 m Rücken: 6. Platz 200 m Rücken: 5. Platz - Darja Mullakajewa Rosalija Nasretdinowa Irina Prichodko Darja S. Ustinowa 4 × 100 m Freistil: Silber 4 × 100 m Lagen: 6. Platz | Jungen - Filipp Schopin 100 m Freistil: 9. Platz 50 m Rücken: 5. Platz 100 m Rücken: 13. Platz 50 m Schmetterling: 12. Platz - Jewgeni Rylow 50 m Rücken: Gold 100 m Rücken: Gold 200 m Rücken: Silber - Anton Tschupkow 50 m Brust: Bronze 100 m Brust: Gold 200 m Brust: Bronze - Alexander Sadownikow 50 m Schmetterling: 4. Platz 100 m Schmetterling: Silber - Anton Tschupkow Jewgeni Rylow Alexander Sadownikow Filipp Schopin 4 × 100 m Freistil: 4. Platz 4 × 100 m Lagen: Gold | Mixed - Rosalija Nasretdinowa Jewgeni Rylow Filipp Schopin Darja S. Ustinowa Alexander Sadownikow (Vorlauf) 4 × 100 m Freistil: 4. Platz - Anton Tschupkow Irina Prichodko Alexander Sadownikow Darja S. Ustinowa 4 × 100 m Lagen: Silber |

### Segeln
| Mädchen - Mariam Sechposjan Windsurfen: Silber | Jungen - Maxim Tokarew Windsurfen: Silber |

### Taekwondo
| Mädchen - Tatjana Kudaschowa Klasse bis 55 kg: Bronze - Julija Turutina Klasse bis 63 kg: Silber | Jungen - Sosso Kwarzchawa Klasse bis 63 kg: 5. Platz |

### Tennis
| Mädchen - Darja Kassatkina Einzel: Viertelfinale Doppel: Silber Mixed: Achtelfinale - Anastassija Komardina Einzel: 1. Runde Doppel: Silber Mixed: Viertelfinale | Jungen - Andrei Rubljow Einzel: Bronze Doppel: Silber Mixed: Achtelfinale - Karen Chatschanow Einzel: Viertelfinale Doppel: Silber Mixed: Viertelfinale |

### Trampolinturnen
| Mädchen - Marija Sachartschuk Einzel: Bronze | Jungen - Dmitri Senkin Einzel: 9. Platz |

### Triathlon
| Mädchen - Jelisaweta Schischina Einzel: 7. Platz Mixed: 5. Platz (im Team Europa 2) | Jungen - Dmitri Jefimow Einzel: 17. Platz Mixed: 9. Platz (im Team Europa 5) |

### Turnen
| Mädchen - Seda Tutchaljan Einzelmehrkampf: Gold Boden: Silber Pferd: 5. Platz Stufenbarren: Gold | Jungen - Nikita Nagorny Einzelmehrkampf: Silber Boden: 4. Platz Pferd: Bronze Barren: Gold Reck: 8. Platz Ringe: Gold Seitpferd: Gold |